# Bahnhof Musashi-Urawa
Der Bahnhof Musashi-Urawa (jap. 武蔵浦和駅, Musashi-Urawa-eki) ist ein Bahnhof auf der japanischen Insel Honshū. Er ist ein bedeutender Verkehrsknotenpunkt und befindet sich in der Präfektur Saitama auf dem Gebiet der gleichnamigen Stadt. Betrieblich gesehen handelt es sich um zwei verschiedene Durchgangsbahnhöfe mit demselben Namen, die durch ein dazwischen liegendes Gebäude miteinander verbunden sind und deren Strecken sich in unmittelbarer Nähe auf zwei Ebenen kreuzen.

## Verbindungen
Die Bahnhöfe bedienen Musashino-Linie und die Saikyō-Linie, die beide von der Bahngesellschaft JR East betrieben werden. Auf der unteren Ebene verläuft die Musashino-Linie, auf der Nahverkehrszüge alle sieben bis zehn Minuten von Fuchū-Honmachi entweder nach Nishi-Funabashi, Kaihinmakuhari oder – überleitend auf die Keiyō-Linie – nach Tokio verkehren. Drei Shimōsa-Zugpaare täglich fahren von Fuchū-Honmachi umsteigefrei über Musashi-Urawa nach Ōmiya.
Auf der oberen Ebene verläuft die Saikyō-Linie von Ōsaki über Shinjuku, Ikebukuro und Akabane nach Ōmiya. Nahverkehrszüge fahren alle zehn zehn Minuten zwischen Shinjuku und Ōmiya, Die alle 20 Minuten verkehrenden Schnellzüge der Gattungen Kaisoku (Rapid) und Tsūkin kaisoku (Commuter Rapid) werden an beiden Enden verlängert; in Ōmiya auf die Kawagoe-Linie nach Kawagoe, in Shinjuku nach Ōsaki und von dort entweder über die Rinkai-Linie nach Shin-Kiba oder über die Sōtetsu-Hauptlinie nach Ebina.
Sowohl auf dem westlichen als auch auf dem zentralen Bahnhofsvorplatz gibt es einen Busterminal mit mehreren Haltestellen. Von diesen aus verkehren rund ein Dutzend Linien der Gesellschaft Kokusai Kyōgyō Bus, ebenso eine Zubringerlinie zum Flughafen Haneda.

## Anlage
Beide Bahnhöfe liegen an der Grenze zwischen den Stadtteilen Bessho im Norden und Shirahata im Süden, die beide zum Bezirk Minami-ku der Stadt Saitama gehören. Sie liegen rund hundert Meter voneinander entfernt an zwei Seiten eines zentralen kreisförmigen Platzes; es besteht keine Gleisverbindung zwischen beiden Strecken, auch wenn sie sich unmittelbar nordwestlich der Anlage auf zwei unterschiedlichen Ebenen kreuzen. Da auch die Bahnsteige nicht direkt miteinander verbunden sind, gilt Musashi-Urawa nicht als Turmbahnhof. Der Bereich rund um die Bahnhöfe hat sich in den letzten Jahrzehnten zu einem der Subzentren von Saitama entwickelt, bestehend aus den Büro- und Wohnhochhäusern South Pier, Proud Tower, Sky & Garden, Live Tower und Muse City. Diese sind zum Teil über Fußgängerpassagen direkt mit der Bahnhofsanlage verbunden.
Der Bahnhof der Saikyō-Linie ist in Südost-Nordwest-Richtung angeordnet. Er befindet sich an der Westseite des Platzes auf einem Viadukt und umfasst vier Gleise an zwei vollständig überdachten Mittelbahnsteigen. An dessen Westseite verläuft parallel dazu die zweigleisige Trasse der Schnellfahrstrecke Tōhoku-Shinkansen. Der Zugang zu den Bahnsteigen erfolgt vom darunter liegenden Empfangsgebäude aus mittels Treppen, Rolltreppen und Aufzügen. Von Westen nach Osten ausgerichtet ist der Bahnhof der Musashino-Linie an der Nordseite des Platzes, der über zwei Gleise an zwei Seitenbahnsteigen verfügt. Deren Trasse nutzt einen separaten Viadukt, der etwas weiter nordwestlich unter jenen der Saikyō-Linie und der Tōhoku-Shinkansen hindurch führt. Etwa einen halben Kilometer westlich befindet sich ein Gleisdreieck, das eine Verbindung zwischen Musashino-Linie und der Saikyō-Linie herstellt. Die beiden Durchgangsbahnhöfe sind nicht direkt aneinander gebaut, sondern werden an der Nordwestseite des Platzes durch ein dazwischen liegendes Gebäude miteinander verbunden. Darin befindet sich das kleine Einkaufszentrum Beans Musashi-Urawa.
Im Fiskaljahr 2019 nutzten durchschnittlich 53.992 Fahrgäste täglich den Bahnhof.

## Bilder

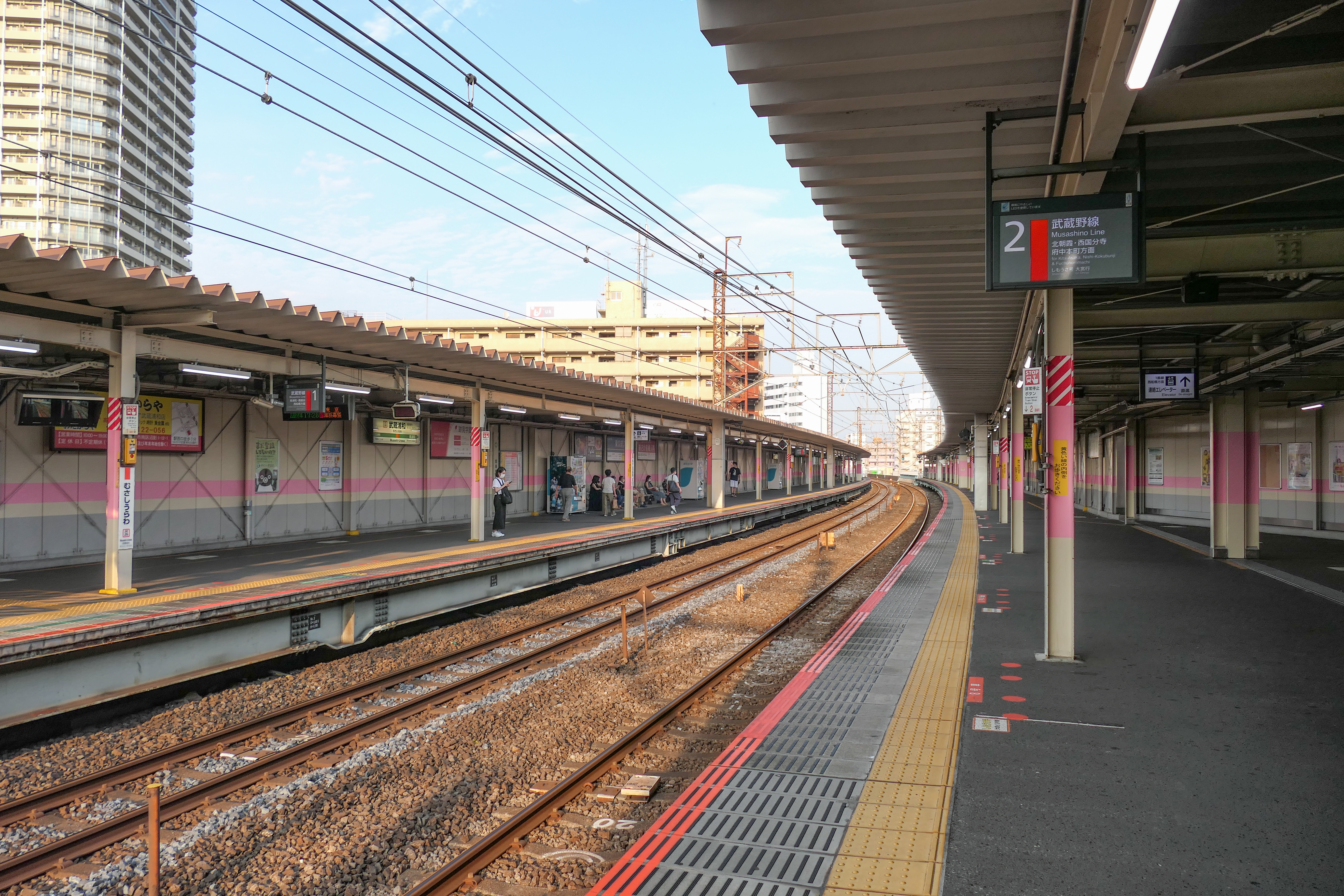
Gleise 1/2 (Musashino-Linie)
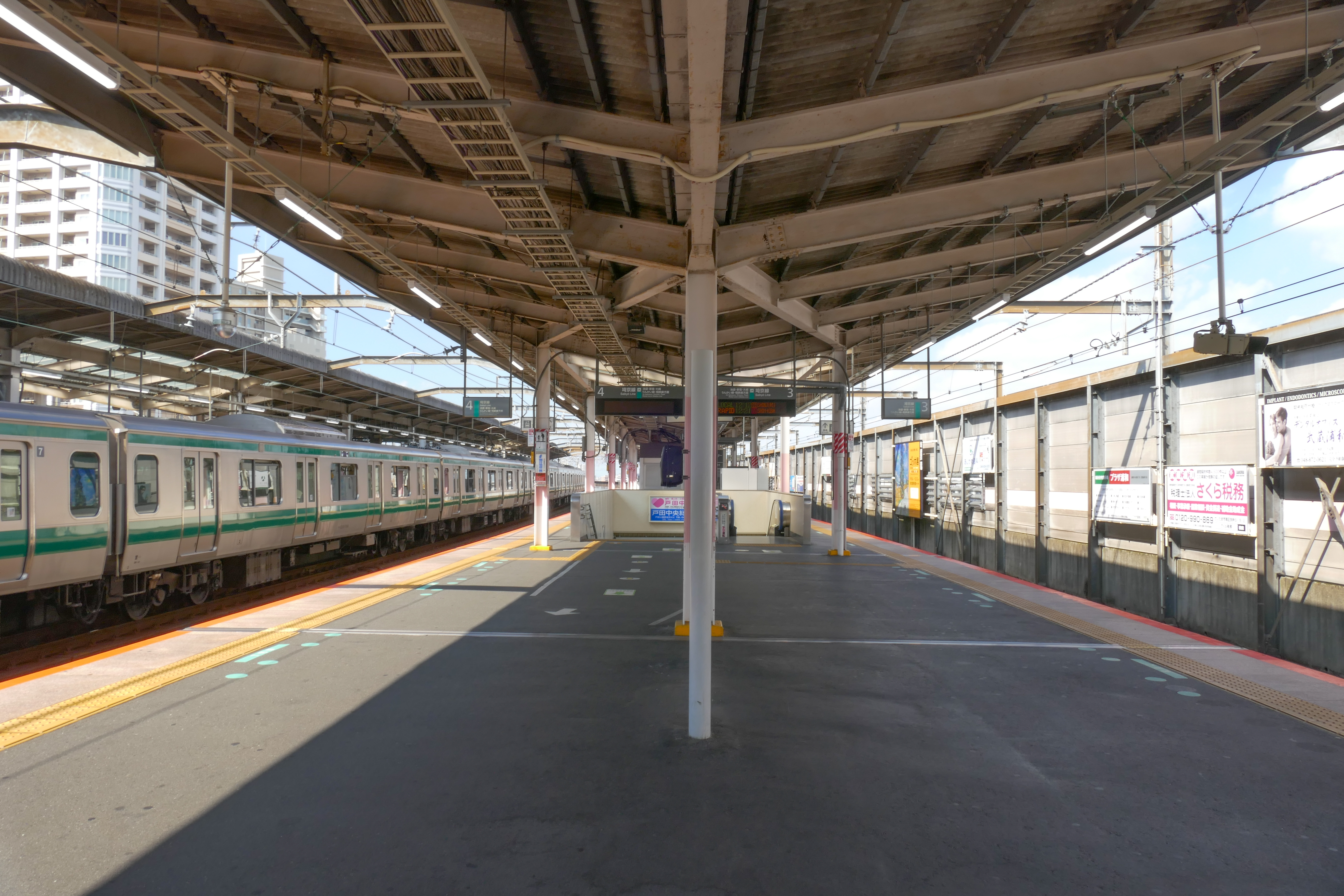
Gleise 3/4 (Saikyō-Linie)
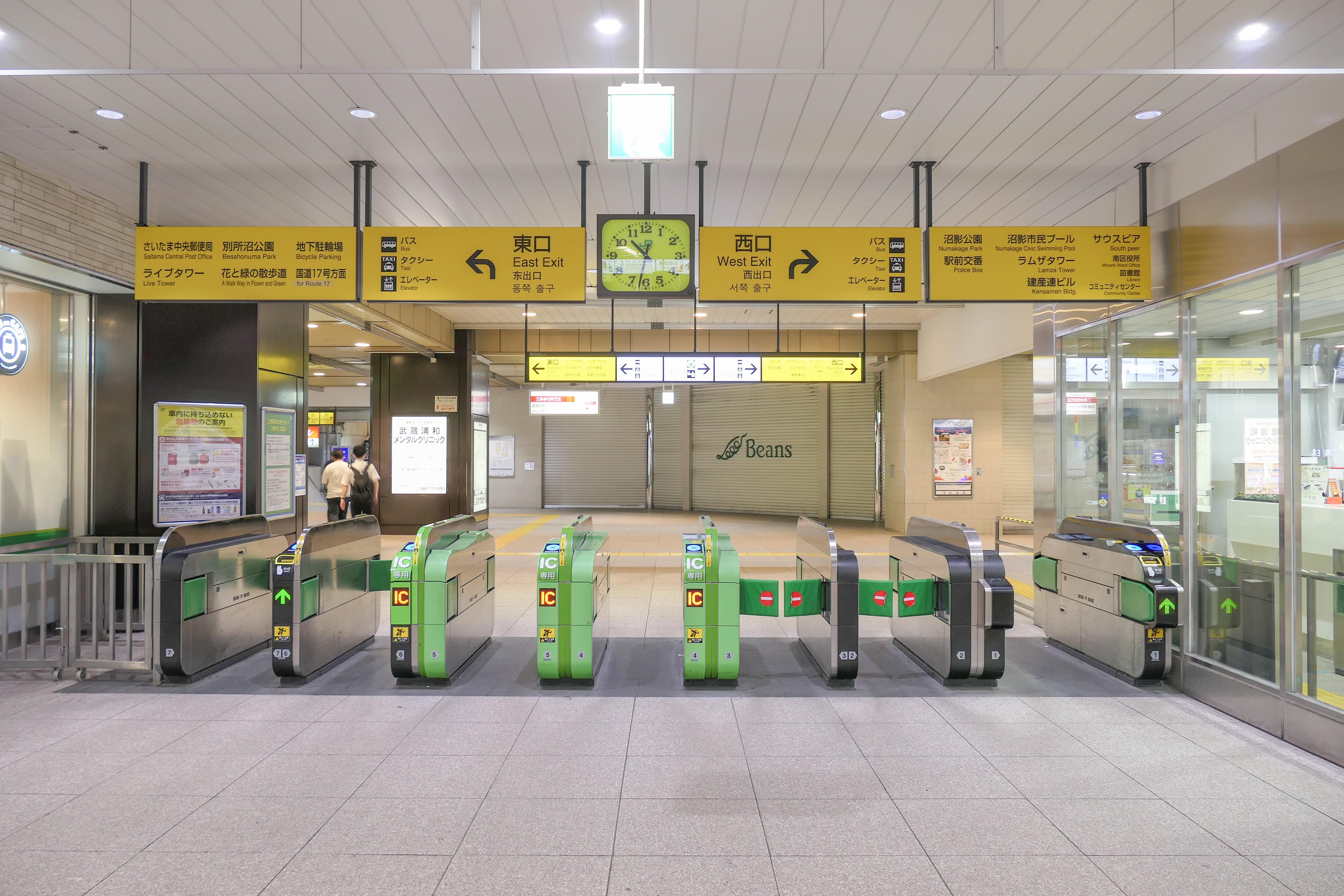
Bahnsteigsperren
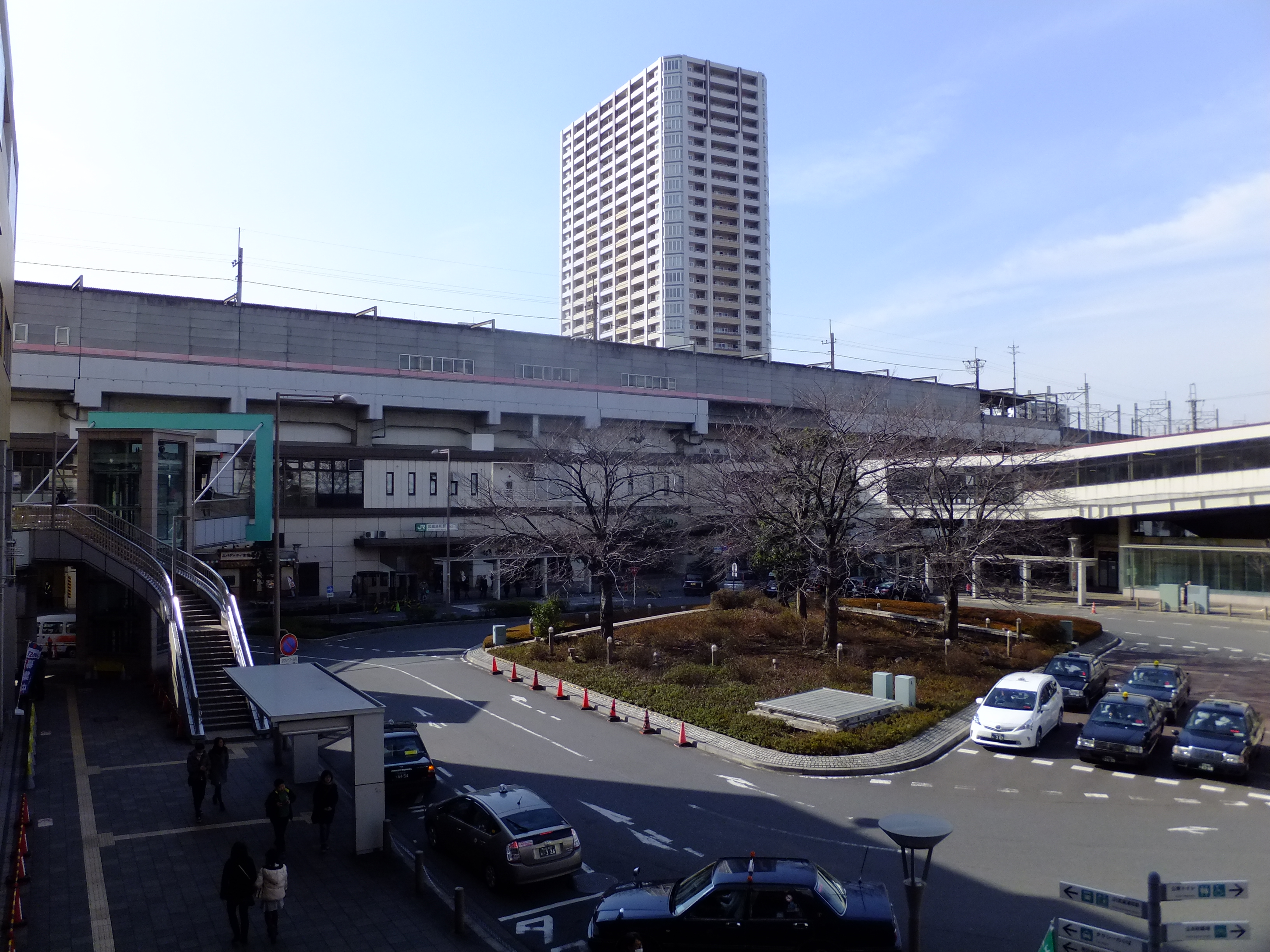
Zentraler Vorplatz
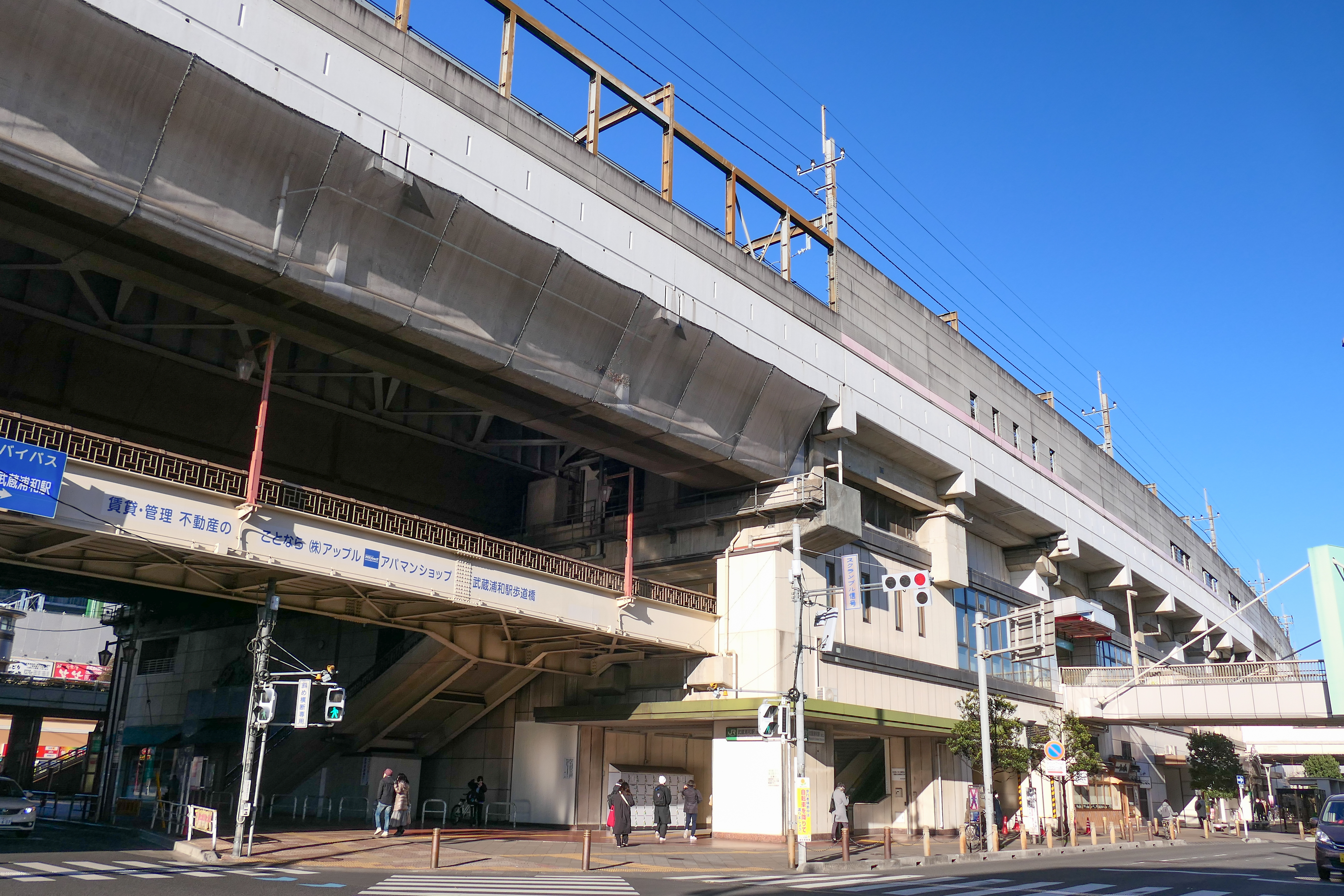
Außenansicht der Ostseite (Eingang im 1. Stoctk)

## Gleise
| 1   | ▉ Musashino-Linie | Minami-Urawa • Shin-Matsudo • Nishi-Funabashi                    |
| 2   | ▉ Musashino-Linie | Nishi-Kokubunji • Fuchū-Honmachi Shimōsa nach Ōmiya              |
| 3/4 | ▉ Saikyō-Linie    | Ikebukuro • Shinjuku • Ōsaki • Rinkai-Linie / Sōtetsu-Hauptlinie |
| 5/6 | ▉ Saikyō-Linie    | Ōmiya • Kawagoe                                                  |

## Linien
| Verlauf der Musashino-Linie |
| --- |
| Fuchū-Honmachi • Kita-Fuchū • Nishi-Kokubunji • Shin-Kodaira • Shin-Akitsu • Higashi-Tokorozawa • Niiza • Kita-Asaka • Nishi-Urawa • Musashi-Urawa • Minami-Urawa • Higashi-Urawa • Higashi-Kawaguchi • Minami-Koshigaya • Koshigaya-Laketown • Yoshikawa • Yoshikawaminami • Shin-Misato • Misato • Minami-Nagareyama • Shin-Matsudo • Shin-Yahashira • Higashi-Matsudo • Ichikawaōno • Funabashihōten • Nishi-Funabashi |

| Verlauf der Saikyō-Linie |
| --- |
| Ōsaki • Ebisu • Shibuya • Shinjuku • Ikebukuro • Itabashi • Jūjō • Akabane • Kita-Akabane • Ukima-Funado • Toda-Kōen • Toda • Kita-Toda • Musashi-Urawa • Naka-Urawa • Minami-Yono • Yonohommachi • Kita-Yono • Ōmiya |

## Geschichte
Am 1. April 1973 nahm die Japanische Staatsbahn den ersten Abschnitt der Musashino-Linie zwischen Fuchū-Honmachi und Shin-Matsudo in Betrieb, ebenso die Signalstation Tajima an der Abzweigung der Anschlussstrecke nach Ōmiya. Ein Jahrzehnt später begann der Ausbau der Signalstation zu einem vollwertigen Bahnhof. Dieser wurde am 30. September 1985 eröffnet, gleichzeitig mit der Neubaustrecke der Saikyō-Linie zwischen Akabane und Ōmiya. Im Rahmen der Staatsbahnprivatisierung ging der Bahnhof am 1. April 1987 in den Besitz der neuen Gesellschaft JR East über. 2011 fand eine umfassende Renovierung statt.